# Луція Фрей
Луція Фрей-Ґоттесман (пол. Łucja Frey-Gottesman; нар. 3 листопада 1889 року у Львові, пом. 1942?) — польська лікарка, неврологиня. Авторка одного з перших описів неврологічного синдрому, названого на її честь синдромом Фрей. Загинула під час Голокосту, ймовірно, у львівському гетто.

## Біографія
Луція Фрей народилася у 1889 році у Львові в родини постачальника будівельних матеріалів Шимона Симхи Фрея та Діни (до шлюбу Вейнреб). Родина Фреїв належала до асимільованих львівських євреїв; як рідну мову Луція вказувала польську. У 1896–1900 роках навчалася в загальноосвітній католицькій школі при монастирі бенедиктинок, згодом ходила до єврейської гімназії для дівчат Ґольдблатта-Каммерлінґа (від 1900 по 1907 рік). 10 листопада 1907 року екстерном здала іспити в гімназії Франца Йосифа. Розпочала навчання на філософському напрямку в Львівському університеті; можливо, пізніше змінила напрямок на математичний. Навчалася, серед інших, у Маріана Смолюховського, від 1908 по 1912 рік. Згідно з її автобіографією, у 1913 році здала вчительські екзамени.
У 1917 році в Львові почала вивчати медицину. На рік перервала навчання у 1918 році, вказуючи як причину польсько-українську війну: тоді, імовірно, працювала в Крайовому шпиталі у Львові, в нервово-психіатричному відділенні в професора Казімєжа Ожеховського. Після чотирьох семестрів навчання у Львові продовжила його у Варшаві. Ще до закінчення університету почала працювати в неврологічній клініці Ожеховського (створеній у 1920 році на кафедрі в Варшаві) молодшою асистенткою. Закінчила навчання 20 лютого 1921 року; від червня 1922 року по травень 1923 року здала низку кінцевих екзаменів, зокрема іспит з неврології у професора Ожеховського на відмінно. Диплом про закінчення університету отримала у віці 34 років, 23 червня 1923 року (іноді зустрічається неправдоподібна дата 1913 рік). У 1923-28 роках була старшою асистенткою в неврологічній клініці у Варшаві. За припущеннями, в 1924 році відбула стажування. Під час перебування у Варшаві мешкала в будинку клініки на вулиці Новоґрудзькій, 59.
У 1929 році повернулася до Львова, найімовірніше, з особистих причин: тоді вона одружилася з адвокатом Марком (Мордехаєм) Ґоттесманом. Від травня 1929 року була лікаркою в Єврейському шпиталі на вулиці Раппопорта, 8. Тоді вона проживала разом із чоловіком та свекрами в будинку на вулиці Зиґмунтовській, 12.
У 1930 році народила доньку Дануту. В 1932 році переїхала з родиною до нового будинку на вулиці Сикстуській, 35. Інформація про іншу дитину, народженого у 1919 році Якуба, походить з єдиного джерела — свідчення Гевди Балят (Hedwy Balat), сестри чоловіка Луції Фрей, написаного в 1955 році в Інституті Яд Вашем.
Після початку Другої світової війни і вступу радянських військ до Львова чоловік був заарештований НКВС за звинуваченнями у контрреволюційній діяльності. Засуджений на 5 років ув'язнення, однак розстріляний 26 червня 1941 року «у зв'язку з початком військових дій». Після того, як місто зайняли німці, Луція Фрей опинилася у львівському гетто. Там працювала в ІІ клініці гетто (II. Ghettopoliklinik) на вулиці Замарстинівській, 112. Останній доказ того, що Луція Фрей була ще живою, датований 1 квітня 1942 року; ним є заповнена анкета карти дозволу на працю (Fragebogen zur erstmaligen Meldung der Heilberufe) № 144, видана німецькою владою. Тоді вона жила на вулиці Бальоновій, 6 m. 12. 20 серпня 1942 року майже всі пацієнти та медичний персонал клініки в гетто (щонайменше 400 осіб) були страчені. Луція Фрей загинула тоді або ж була депортована між 10 і 22 серпня до табору смерті Белжець. Деякі біографи подають 1943 рік (в червні відбулась ліквідація львівського гетто) як дату смерті Луції Фрей. Нічого не відомо про долю її доньки Данути, вірогідного сина Якуба, батьків та свекрів.
Найперші спогади про Луцію Фрей написав Еуфеміуш Герман, автор статті зі спогадами на сторінках часопису Neurologia Polska у 1950 році, а також розділу, присвяченого лікарці, в монографії Neurolodzy polscy (укр. Польські неврологи) у 1958 році. Протягом останніх двадцяти років у неврологічних та отоларингологічних часописах вийшло кілька статей, присвячених особі Луції Фрей. Наразі найдетальнішим опрацюванням, присвяченим її життю, є докторська дисертація Мір'ям Молтрехт (Mirjam Moltrecht) «Dr. med. Łucja Frey. Eine Ärztin aus Lwów 1889–1942. Rekonstruktion eines Lebens» (Leipzig, 2004), згодом опублікована як біографія у видавництві Hartung Gorre. Попри це, ім'я Фрей часто не згадується або перекручується, навіть у спеціалізованих видавництвах («Lucy» або «Lucie»). Іноді як дати народження і смерті подаються роки життя австрійського лікаря та фізіолога Максиміліана фон Фрея.
Еуфеміуш Герман написав про неї:
| Надзвичайно скромна, тиха, з працьовитістю мурахи, відзначалася високим ступенем творчої винахідливості. Усі її наукові роботи характеризуються незвичною точністю, намаганням досягти всебічного пізнання досліджуваного питання і серйозними знаннями предмету [...] Хоча наукова спадщина Луції Фрей не надто велика, але кожна опублікована нею праця має солідну наукову вагу, залишаючи тривалий слід у світових наукових напрацюваннях. Оригінальний текст (пол.) Nad wyraz skromna, cicha, o mrówczej pracowitości, odznaczała się w stopniu niemałym inwencją twórczą. Wszystkie jej prace naukowe cechuje niezwykła dokładność, dążenia do wszechstronnego poznania badanego zagadnienia oraz poważna znajomość przedmiotu [...] Chociaż spuścizna naukowa Łucji Frey nie jest zbyt wielka, to jednak każda jej praca opublikowana posiada duży ciężar naukowy, pozostawiając w światowym dorobku naukowym trwały ślad. |

## Наукова спадщина
Луція Фрей опублікувала статтю про синдром вушно-скроневого нерва, відомого тепер як синдром Фрей (англ. Frey's syndrome, пол. zespół Łucji Frey), у 1923 році у «Polska Gazeta Lekarska», і в тому ж році французькою мовою «Revue neurologique». Випадок, описаний у цій роботі, був представлений на зустрічі Товариства лікарів Шпиталю Дитинки Ісуса (пол. Towarzystwo Lekarzy Szpitala Dzieciątka Jezus) та в Неврологічному товаристві (пол. Towarzystwo Neurologiczne) у Варшаві 20 січня 1923 року. Був описаний так:

| Х. Б., 25-річний працівник трикотажної фабрики, був поранений у кінці 1920 року кулею з карабіну поза кутом нижньої щелепи з лівого боку. Попри поверхневість рани, хворий одразу після поранення знепритомнів і не пам'ятає, коли був доставлений до шпиталю. Прийшовши до тями, одразу помітив, що вся ліва половина обличчя сильно напухла. За тиждень захворів на поворотний тиф, а ще за чотири тижні на висипний тиф. Протягом усього часу тривання цих хвороб ліва щока була напухла, а приблизно за 4 місяці після поранення з вуха почав витікати гній. Отолог тоді (в березні 1921 року) діагностував норицю в зовнішньому слуховому проході при неушкодженій барабанній перетинці. В місці первинного поранення був зроблений надріз, згодом набряк почав зменшуватися і обличчя повернулося до нормального стану. Приблизно за місяць після операції хворий помітив, що під час прийому їжі пітніє з лівої сторони обличчя, одночасно відчуваючи там тепло. З часом це пітніння посилилося, а рік тому стало настільки значним, що навколишні почали звертати на це увагу. Зрештою, хворому це не заважає, а до лікарів він звернувся через сором: «бо ж люди думають, що так жадібно їсть». Оригінальний текст (пол.) Ch. B., 25-letni trykociarz, został raniony w końcu roku 1920 kulą karabinową poza kątem żuchwy po stronie lewej. Mimo, że rana była powierzchowna, chory bezpośrednio po zranieniu stracił przytomność, tak że nie wie, kiedy został przywieziony do szpitala. Tu po odzyskaniu przytomności zauważył, że cała lewa połowa twarzy jest silnie obrzmiała. Po tygodniu zapadł na dur powrotny, a w cztery tygodnie później na dur plamisty. Przez cały czas trwania tych chorób policzek lewy był obrzmiały, a mniej więcej w cztery miesiące po zranieniu zaczęła wyciekać z ucha ropa. Otiatra stwierdził wówczas (w marcu 1921) przetokę w przewodzie zewnętrznym przy nieuszkodzonej błonie bębenkowej. Wykonano nacięcie w miejscu pierwotnego zranienia, potem obrzęk zaczął ustępować, a twarz wróciła z czasem do stanu normalnego. Mniej więcej w miesiąc po operacji zauważył chory, że podczas jedzenia poci się po lewej stronie twarzy doznając równocześnie uczucia gorąca w tej okolicy. Z czasem pocenie to nasilało się, a od roku stało się tak znaczne, że otoczenie zaczęło zwracać na to uwagę. Zresztą chory nie odczuwa żadnych dolegliwości a zasięga porady lekarskiej z powodu wstydu, «ludzie bowiem sądzą, że je tak żarłocznie». |
Однак це не був перший письмовий опис цього комплексу симптомів. Попередниками Фрей були Кастремський (1740), Дюфенікс (1757), Бартез (1806), Дюпюї (1816), Броун-Секар (1849), Баярже (1853), Генле (1855), Берар (1855), Бергунью (1859), Руйє (1859), Боткін (1875), Паркс Вебер (1897), Ґордон Б. Нью та Герман Е. Бозер (1922), а також Якуб Ліпштат (1922). Що цікаво, Броун-Секар і Генле описали власні симптоми. Разом з тим, усі ці спостереження були неповними і не показували можливого патомеханізму явища смакового потіння. Стаття Фрей «Przypadek zespołu nerwu usznoskroniowego» («Le Syndrome du Nerf Auriculo-Temporal») вважається першим таким описом синдрому в світовій науці. Саме Луція Фрей першою виявила, що хвороба стосується як симпатичних, так і парасимпатичних нервових волокон.
Епонім синдрому Фрей ввели до медицини Гіґєр у 1926 році та Бассе у 1932 році. Деякі дослідники іноді вживають назву синдрому Баярже, синдрому Фрей-Баярже або ж синдрому Дюпюї.
Окрім цієї найголовнішої роботи, Фрей писала про вплив рослинних отрут на деградацію спинного мозку, топографічну анатомію стовбура головного мозку, бічний аміотрофічний склероз (хворобу Шарко), казуїстичні випадки аневризми кореневого сплетіння аорти, кісти третього шлуночка головного мозку, пухлин схилу, лобної частки, і ретросплеяльних пухлин (розташованих позаду від валика мозолистого тіла). Більшість своїх праць написала сама, чотири разом із професором Ожеховським, одну, присвячену спадковим хворобам нервової системи, з невропатологом Опальським.
Серед робіт Луції Фрей немає докторської дисертації; інформації про таку роботу не надають досить повні переліки довоєнних дисертацій Варшавського університету. Тому схоже, що використане Германом «Dr med.» означає лише лікарку, а не академічне звання «доктора медицини».

## Список робіт
- Przypadek podrażnienia nerwu usznoskroniowego. „Pamiętnik Kliniczny Szpitala Dzieciątka Jezus”. 8, ss. 1-2, 1923.
- Przypadek zakrzepu tętnicy móżdżkowej. „Pamiętnik Kliniczny Szpitala Dzieciątka Jezus”. 8, s. 24, 1923.
- Przypadek zespołu bocznej ściany zatoki jamistej (Zespół Feix). „Pamiętnik Kliniczny Szpitala Dzieciątka Jezus”. 8, ss. 8-9, 1923.
- Przypadek zespołu nerwu usznoskroniowego. „Polska Gazeta Lekarska”. 41, ss. 708-710, 1923.
- Le syndrome du nerf auriculo-temporal. „Revue Neurologique”. 2 (2), ss. 97-104, 1923.
- O działaniu jadów wegetatywnych na drżenie włókienkowe w sprawach zanikowych pochodzenia rdzeniowego. „Medycyna Doświadczalna i Społeczna”. 5 (5-6), ss. 379-387, 1925.
- Przyczynki do nauki o topografii w trzonie mózgowym. Ogniska boczne i środkowe w rdzeniu przedłużonym. „Neurologia Polska”. 8 (2), ss. 124-142, 1925.
- Przyczynki do nauki o topografii w trzonie mózgowym. Ogniska w wyższych piętrach mostu Varola. „Polska Gazeta Lekarska”. 15, ss. 335-338, 1925.
- Przypadek chorego z guzem stoku Blumenbacha. „Polska Gazeta Lekarska”. 14, s. 328, 1925.
- Przypadek guza stoku Blumenbacha. „Pamiętnik Kliniczny Szpitala Dzieciątka Jezus”. 9, ss. 6-7, 1925.
- Przypadek zapalenia nerwów posurowiczego. „Neurologia Polska”. 8, ss. 340-341, 1925.
- Frey Ł. Orzechowski K. Zmiany anatomiczne w chorobie Charcota. „Neurologia Polska”. 8 (3-4), ss. 196-219, 1925.
- Frey Ł. Orzechowski K. Zmiany anatomiczne w chorobie Charcota. „Księga Pamiątkowa XII Zjazdu Lek Przyr”. 2, s. 145, 1925/26.
- O działaniu jadów wegetatywnych na drżenie włókienkowe w sprawach zanikowych pochodzenia rdzeniowego. „Księga Pamiątkowa XII Zjazdu Lek Przyr”. 2, s. 158, 1925/26.
- Étude anatomo-pathologique d’un cas d’anévrisme cirsoide de la moelle. „Revue Neurologique”. 1, s. 709, 1926.
- Pokaz mózgu z torbielą III komory. „Warszawskie Czasopismo Lekarskie”. 14, s. 192, 1926.
- Preparat torbieli III-ej komory. „Polska Gazeta Lekarska”. 16, s. 312, 1926.
- Przypadek cierpienia rodzinno-dziedzicznego, dotyczącego głównie kończyn dolnych. „Warszawskie Czasopismo Lekarskie”. 4, s. 193, 1926.
- Przypadek myelitis. „Polska Gazeta Lekarska”. 50, s. 955, 1926.
- Przypadek tętniaka splotowatego rdzenia. „Neurologia Polska”. 9 (1-2), ss. 21-30, 1926.
- Przypadek tętniaka splotowatego rdzenia. „Nowiny Psych”. 9 (1-2), ss. 21-28, 1926.
- Frey Ł. Orzechowski K. Sur l’histopathologie de la maladie de Charcot. „Revue Neurologique”. 2 (2), s. 188, 1926.
- Torbiel III komory. Brak objawów lejkowych przy zupełnym zniszczeniu dna III komory. „Nowiny Lekarskie”. 38, ss. 289-292, 1926.
- Przypadek tętniaka splotowatego rdzenia. „Neurologia Polska”. 10 (3-4), ss. 346-347, 1927.
- Kyste du III ventricule. Destruction totale de la région infundibulaire sans signes dits hypophysiaires. „Revue Neurologique”. 2, s. 413, 1927.
- Kyste du III ventricule. Destruction totale de la région infundibulaire sans signes dits hypophysiaires. „L Encéphale”. 22, ss. 21-26, 1927.
- Paraplegia spastica heredofamiliris. „Neurologia Polska”. 10 (1), s. 58, 1927.
- Przypadek: Osteoarthropatiae vertebralis tabidorum. „Pamiętnik Kliniczny Szpitala Dzieciątka Jezus”. 10, ss. 30-32, 1927.
- Frey Ł. Opalski A. Przyczynki kliniczne do studjum nad schorzeniami dziedzicznemi układu nerwowego. „Polska Gazeta Lekarska”. 15 (6), ss. 277-280, 1927.
  - також окремо, Przyczynki kliniczne do studjum nad schorzeniami dziedzicznemi układu nerwowego. Kraków-Lwów 1927 12 ss.
- Rdzeń i preparaty drobnowidzowe z przypadku tętniaka splotowatego rdzenia. „Polska Gazeta Lekarska”. 22, s. 431, 1927.
- Etude anatomo-clinique d’un cas d’anévrisme cirsoide de la moelle. „Pamiętnik I Zjazdu Anatomo-Zoologicznego w Warszawie”, ss. 98-99, 1927.
- Frey Ł. Orzechowski K. Neurirétinite unilatérale due à une Highmorite du même coté, améliorée après une ponction du sinus maxillaire. Lésions pagétoides dans les os de la voute cranienne décelées à la radiographie. „Revue Neurologique”. 2, s. 284, 1927.
- Frey Ł. Drozdowicz. Neuroretinitis jednego oka przy zajęciu jamy Highmor'a tej że strony u osobnika z czaszką Pagetowską. „Neurologia Polska”. 11 (2), ss. 246-248, 1928.
- Przypadek guza retrosplejalnego. „Neurologia Polska”. 11 (3-4), ss. 319-320, 1928.
- Przypadek guza retrosplejalnego. „Polska Gazeta Lekarska”. 14, s. 261, 1928.
- Przypadek operowanego guza śródbłonka mózgu. „Polska Gazeta Lekarska”. 8, s. 150, 1928.
- Frey Ł. Sławiński. Przypadek operowany śródbłoniaka płata czołowego. „Neurologia Polska”. 11 (3-4), s. 312, 1928.
- Przypadek: Osteoarthropatiae vertebralis tabidorum. „Neurologia Polska”. 11 (1), ss. 128-130, 1928.
- Przypadek sympatomatu rdzenia kręgowego. „Neurologia Polska”. 11 (1), ss. 125-127, 1928.
- Przypadek śródbłoniaka płata czołowego wyłuszczonego pomyślnie. „Polska Gazeta Lekarska”. 20, ss. 373-376, 1928.
- Urazowe podrażnienie nerwów promieniowego i mięśniowo-skórnego z przerwaniem kilku ścięgien. „Neurologia Polska”. 11 (3-4), ss. 350-351, 1928.
- Étude anatomo-clinique d’un cas d’anévrisme cirsoide de la moelle épinière. „Annales D'anatomie Pathologique”. 5, ss. 971-979, 1928.